# Martin Eberhard
Martin Eberhard es un ingeniero, empresario e inventor estadounidense, fue fundador de la compañía de coches eléctricos Tesla Motors de la que fue CEO desde 2003 hasta 2007. Estuvo directamente implicado en el desarrollo del Tesla Roadster.
Eberhard fue citado entre los 24 mayores innovadores de 2007 por la revista Fortune.
En 2007 la revista Business 2.0 clasificó a Eberhard en el número 32 de las 50 personas más influyentes.

## Primeros años
Eberhard nació el 15 de mayo de 1960 en Berkeley, California.
Creció en Kensington, California, donde asistió a la escuela elemental Kensington Hilltop Elementary School.
Luego asistió a El Cerrito High School en El Cerrito, Contra Costa County, California hasta la mitad del curso 11, en que su familia se trasladó a Elmhurst, Illinois. Se graduó en la York Community High School en 1978.
En 1982 Eberhard se graduó en ingeniería informática (computer engineering) en la University of Illinois en Urbana-Champaign. En 1983 terminó un posgrado en ingeniería eléctrica en la misma universidad.

## Carrera
Eberhard comenzó su carrera de ingeniero eléctrico en Wyse Technology donde diseñó el terminal ASCII de ordenador modelo WY-30.
Más adelante cofundó la compañía start-up Network Computing Devices, Inc. que fabricaba terminales de red basados en X-Window. Fundó la empresa NuvoMedia que fabricaba el libro electrónico Rocket eBook. Antes de que Amazon desarrollara el Kindle, NuvoMedia negoció con Jeff Bezos (CEO de Amazon) la posible inversión en la compañía. Eberhard no aceptó las demandas de Bezos.
En 2000 Eberhard y Tarpenning vendieron la compañía a Gemstar por 187 millones de USD.

### Tesla Motors

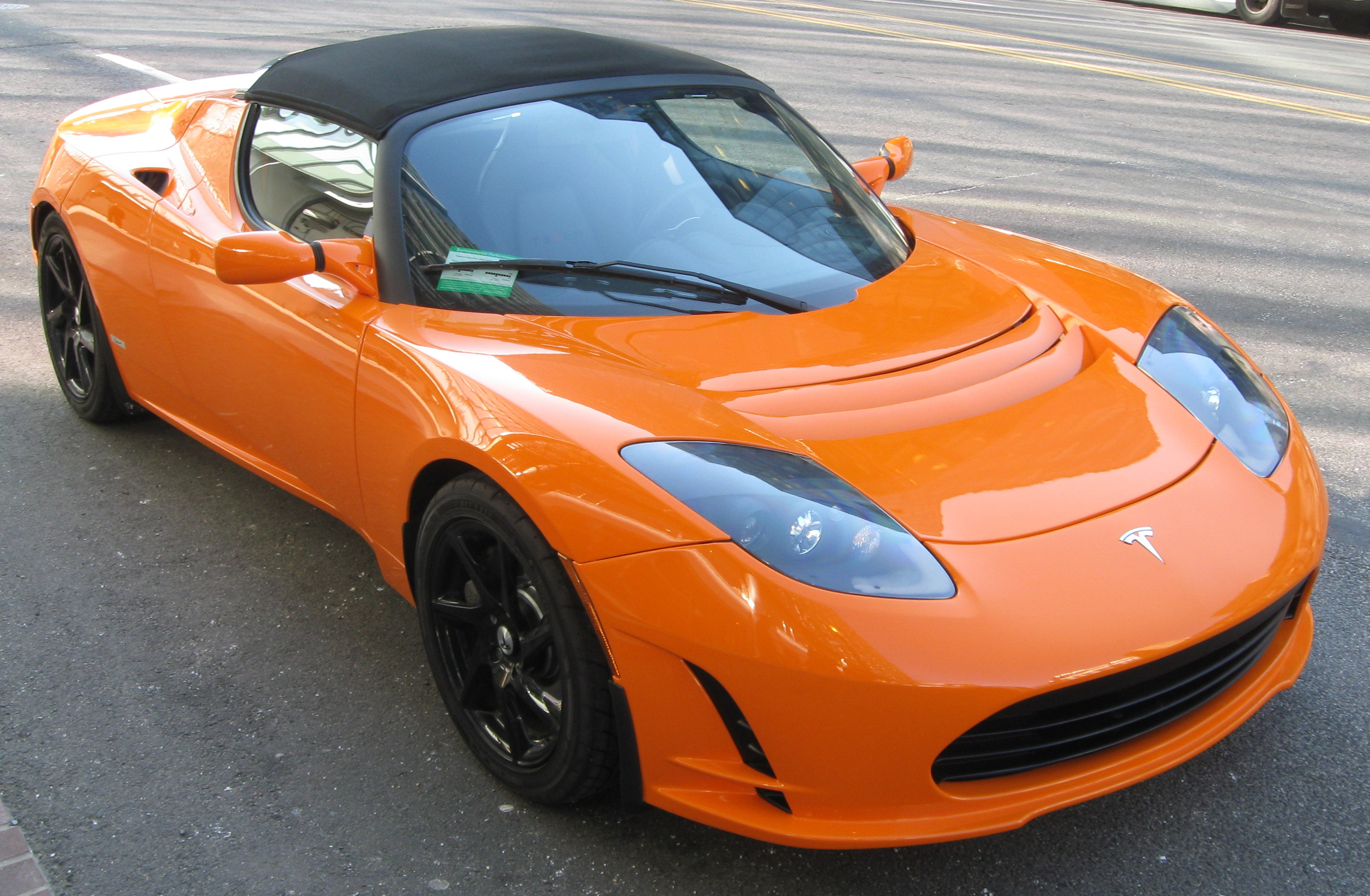
Tesla Roadster en 2011

Eberhard era un apasionado de los coches deportivos pero tenía dilemas morales sobre la dependencia del petróleo importado de Oriente Medio y sobre el calentamiento global. Esto le llevó a fundar junto con Marc Tarpenning en 2003 la primera compañía de automóviles de Silicon Valley. Se convirtió en el primer CEO de Tesla Motors, una compañía de coches eléctricos ubicada en San Carlos, California.
Sobre la base del Lotus Elise fabricaron el Tesla Roadster, que era un coche totalmente eléctrico.
El Tesla Roadster tiene una autonomía EPA de 393 kilómetros por carga de su batería de 53 kWh de iones de litio. Acelera de 0 a 97 km/h en 3,9 segundos. Tiene 185 kW (252 CV) y 270 N·m de 0-6000 rpm. El Tesla Roadster 2.5 Sport tiene 215 kW (292 CV) y 400 N·m de 0-6000 rpm y acelera de 0-97 km/h en 3,7 segundos.
Se vendieron unos 2 600 Tesla Roadster hasta la finalización de su producción en enero de 2012.
El 7 de enero de 2008 The New York Times escribió que Tesla Motors había publicado una nota de prensa diciendo que Martin Eberhard, 

has transitioned from the board of directors and executive management of the company to the advisory board.
ha pasado del consejo de dirección y de la gestión ejecutiva a la junta de asesores.

Poco después Martin Eberhard abandonó Tesla Motors.

#### Causas de la salida de Tesla Motors

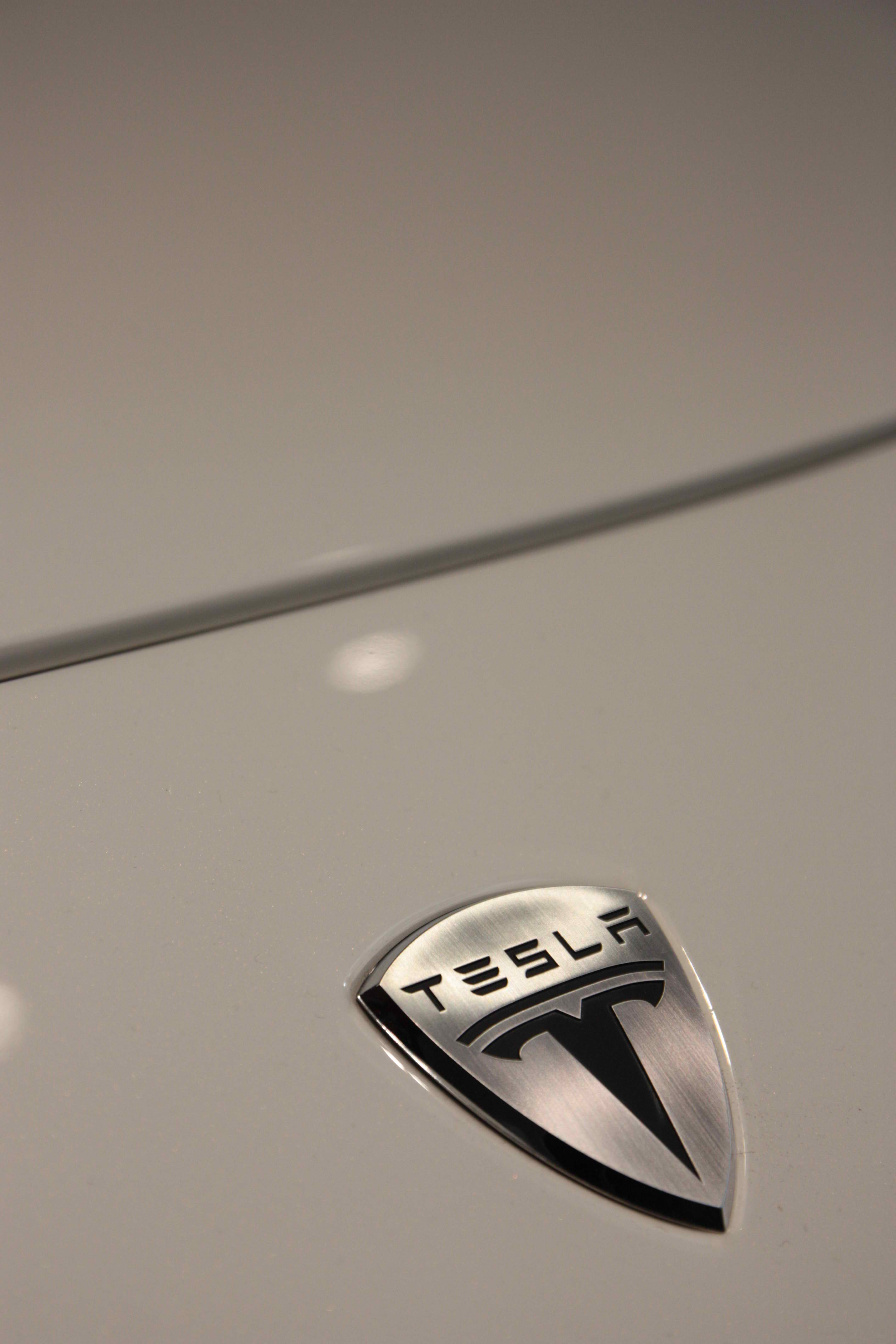
Emblema en un Tesla Roadster Sport

Jason M. Lemkin escribió para la revista Forbes que las posibles causas para la expulsión de Eberhard fueron:
- No tenía mucha experiencia como CEO
- No tenía conocimiento de la industria automovilística
- El proyecto del Tesla Roadster iba muy retrasado y tan fuera de presupuesto que ponía a la compañía al borde de la ruina
- Los inversores no continuarían la financiación si no se producían cambios de gestión importantes
- Elon Musk tuvo que aportar toda la liquidez de su fortuna personal a Tesla Motors para salvarla
- Daimler y Toyota tuvieron que invertir en Tesla Motors para que continuara[5]

#### Pleito contra Elon Musk

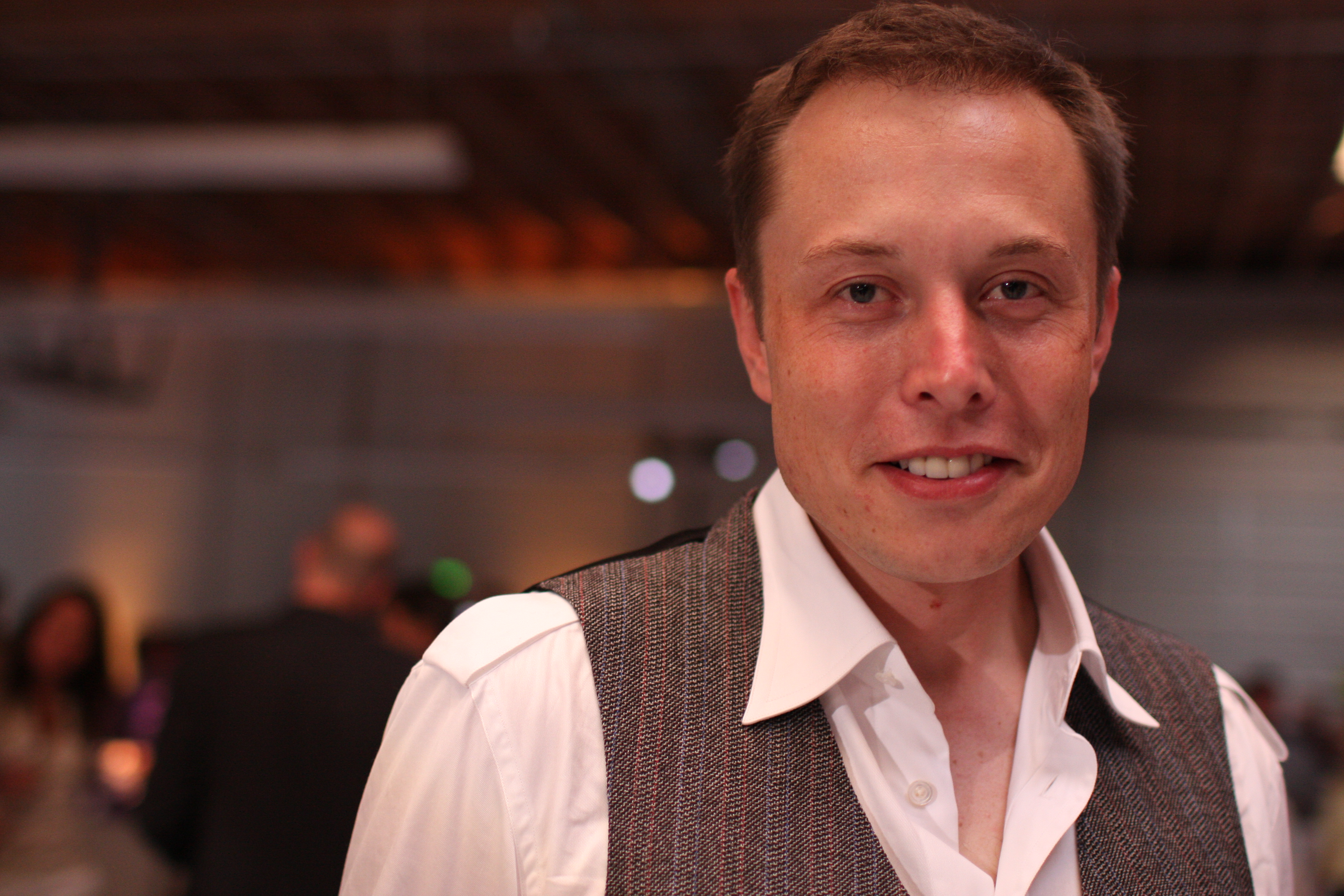
Elon Musk en 2008

El 26 de mayo de 2009, Martin Eberhard presentó una demanda contra Elon Musk, al que acusaba de tomar el control de la compañía, orquestar su salida en 2007 e intentar reescribir la historia quitándole el crédito por el desarrollo del Tesla Roadster. Acusaba a Elon Musk de injurias y calumnias y quebrantamiento de contrato por no pagarle la indemnización por despido.
Acusaba a Musk de que continua y persistentemente hacía comentarios negativos, difamatorios sobre él tanto en público como dentro de la compañía.
Eberhard afirmó que iba a recibir el primer Roadster que saliera de la línea de montaje, pero que Musk insistió en que era para él. Eberhard estuvo de acuerdo en recibir el segundo coche, que tendría un valor inferior para coleccionistas. Sin embargo, Elon Musk vendió el segundo coche a un amigo en febrero de 2008.
Hacia esas fechas Tesla le dijo a Eberhard que su coche estaba de camino, pero que le tenían que hacer una prueba de resistencia. Varios meses después, según la demanda, Eberhard se enteró de que un empleado de Tesla había chocado el coche destinado a Eberhard contra la trasera de un camión. En la reparación se cambiaron al menos 75 piezas. Finalmente Eberhard recibió su Roadster el 19 de julio de 2008.
En agosto de 2009 Eberhard pidió al juzgado de San Mateo County, California, que retirara la demanda. No hubo comentarios por parte de Elon Musk o Martin Eberhard, pero los observadores afirmaron que posiblemente llegaron a un acuerdo fuera de los tribunales. Eberhard borró el blog teslafounders.com donde había vertido su descontento tras salir de Tesla Motors.

## Vida personal
Está casado con Carolyn Eberhard. A partir de 2023, su fortuna se estima en alrededor de $ 200 millones.

## Citas
‘Without plug-in capability, a hybrid is just a gasoline powered car with some fancy hardware‘
‘Sin la opción enchufable, un híbrido es sólo un coche de gasolina al que se añaden unos componentes sofisticados.’

‘You take money from the people who offer it to you, People think I’m some kind of rich guy, but I’m not. I still clean the bathrooms in my house, I wash my own laundry, I change my children’s nappies.‘
‘Tú aceptas el dinero que la gente te ofrece. La gente cree que soy un tipo rico, pero no lo soy. Todavía limpio los baños de mi casa, hago mi colada y cambio los pañales de mis hijos.’

‘Silicon Valley is a great place to run a secret car company, Nobody expected something to sprout up in Northern California, so no one came looking.‘
‘Silicon Valley es un sitio estupendo para una compañía de coches secreta. Nadie esperaba que surgiera en el norte de California, y por tanto nadie vino a mirar.’